# Az Est Lapok
Az Est című napilapot 1910-ben Budapesten alapította Miklós Andor. Később további két újságot is megvásárolt és Az Est Lapok cég létrehozásával egy modern napilap-családot hozott létre.

## Az Est
A lap az akkori magyar sajtóélet egyik legnagyobb vállalkozása volt. Tulajdonosa és főszerkesztője, Miklós Andor előzőleg a Pesti Napló közgazdasági rovatvezetőjeként működött, de 1910-ben a laptulajdonos, Surányi József elbocsátotta. Ekkor saját újságot indított, megteremtve ezzel a következő 20–25 év legsikeresebb napilapját. Az újság délben vagy kora délután jelent meg és még aznap ott volt a vidéki városokban is.
Az Est igazi bulvárlap volt. Ez nem csak az utcán, körutakon (boulvard) való árusítást, hanem elsősorban a régi újságsablonok kerülését, új stílus meghonosítását jelentette. Lapja ötletekben, tartalomban, nyomdai kiállításban egész sor újítást vitt a napisajtóba. Hangja merész volt, felfogása haladó szellemű, de független a politikai pártoktól. Sikeresen igyekezett a szélesebb olvasóközönség igényének megfelelni és maga is alakítani azt. A rövid, egyhasábos Az Est-vezércikkek az olvasók nagy tömegeinek nézeteire voltak hatással.

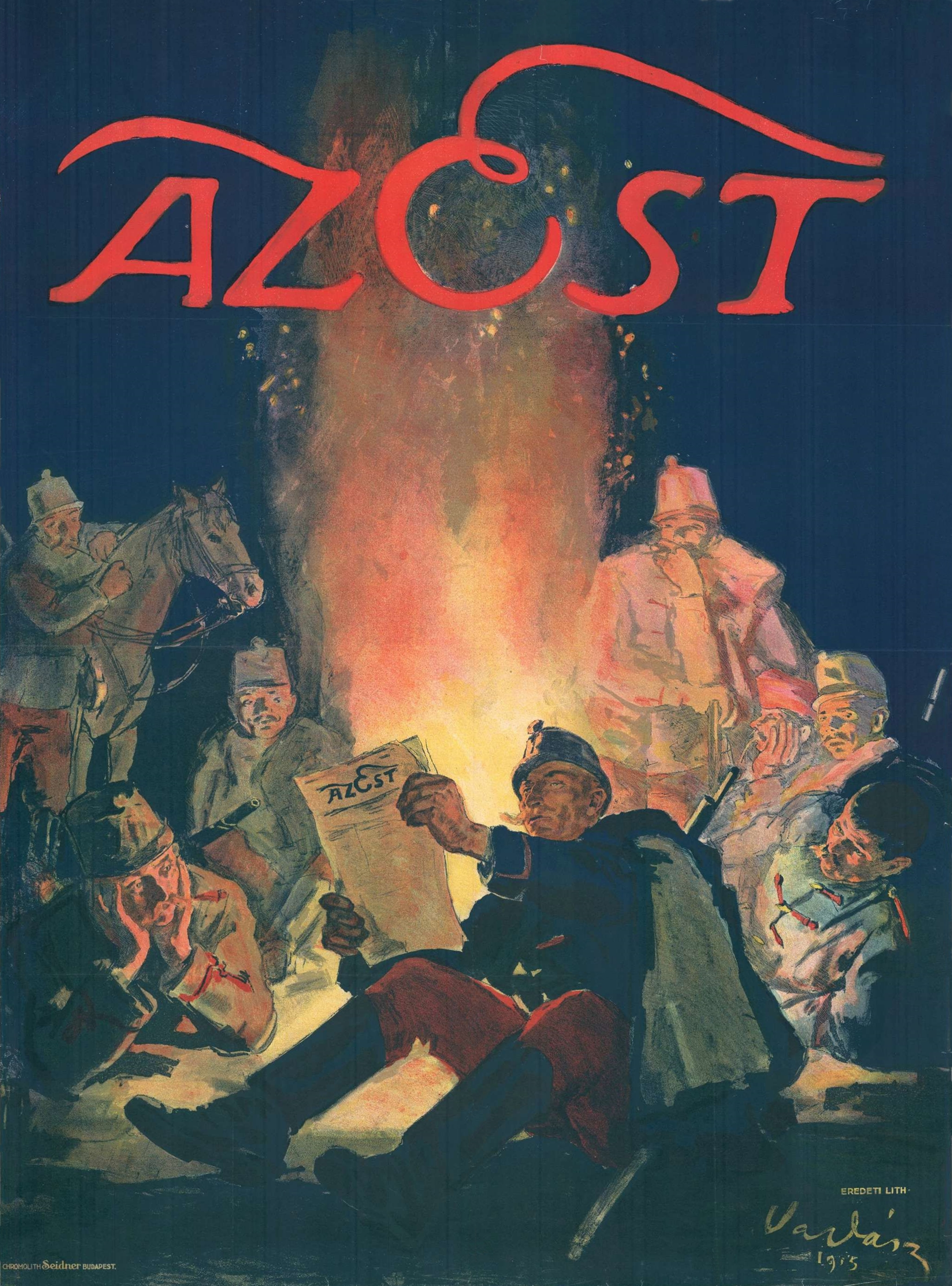
Vadász Miklós plakáttervező reklámplakátja

A lap egyik fő erőssége a megbízható hírszolgálat volt. Kiterjedt tudósítói hálózatot, jó képességű újságírókat, rámenős riportereket foglalkoztatott. Az első évek munkatársa, Fényes László visszaéléseket feltáró (vagy csak sejtető) riportjaival tűnt ki. Külpolitikai, külföldi témákkal jelentkezett Kéri Pál, Adorján Andor, Pásztor Árpád jelentkezett. Az aktualitások, a szenzációként tálalt leleplező írások, bűnügyek, a gazdasági és tőzsdei hírek mellett a kor jeles írói, mint Molnár Ferenc, Bródy Sándor, Ambrus Zoltán, Herczeg Ferenc, Heltai Jenő, Móricz Zsigmond művei színesítették a lapot. Miklós Andor kitűnő szakemberekkel vette körül magát. Mikes Lajos volt a lap irodalmi szerkesztője, a kiadóhivatalt Sebestyén Arnold vezette (1930-ig), akinek nagy része volt a sikerben. A lap címét, tipográfiáját Falus Elek iparművész, díszlettervező rajzolta; a grafikákat, reklámplakátokat fiatal művészek, például Herman Lipót, Kandó László, Pólya Tibor tervezték.
Az Est rendkívül sikeres vállalkozásnak bizonyult, a lap példányszáma folyamatosan emelkedett. Az első világháború alatt a külföldi sajtó Az Estet idézte a leggyakrabban, a háború idején a lap elérte a félmilliós példányszámot. A Tanácsköztársaság idején a többi polgári újsággal együtt betiltották, majd a bukás után újraindult. Ekkor szélsőjobboldali hadjárat kezdődött ellene, mert a lapot a forradalom egyik előkészítőjének tartották. A szerkesztőség a mérséklet politikáját követte és igyekezett simulékonyan alkalmazkodni az idők változásához.

### Az Est Lapok
Miközben a háborús időszakban az eladások száma növekedett, Az Est példányait készítő Athenaeum Rt. nyomdája egyre nagyobb veszteséggel dolgozott és az emelkedő költségeket nem tudta továbbhárítani. Végül Miklós Andorék megszerezték az Athenaeum Rt. részvényeinek többségét, a háború után pedig az eladósodott Magyarország című lapot, majd 1920-ban a válságos helyzetbe került Pesti Naplót is. Ettől kezdve a lapkonszern reggeli, kora délutáni és esti megjelenésű napilapokat működtetett. Az egymást kiegészítő sajtótermékek a bulvársajtó részei voltak. Az Est Lapok a legfrissebb hírek, interjúk mellett kiadtak komoly irodalmat is.

### Az alapító halála után

„Az Est” tördelése – 1920 k.

Miklós Andor végrendeletében színésznő-feleségére hagyta vállalkozásait. Halála (1933) után Gombaszögi Frida visszavonult a színpadtól és átvette Az Est Lapok cég  irányítását. Az Est felelős szerkesztője Salusinszky Imre lett, a lap irányításában még Vadnai Béla és Seres László jutott jelentős szerephez.
Az Est fönnállásának huszonötödik évfordulóját 1935-ben ünnepelték. Ekkor példányszáma naponta 150 000 volt; 365 ember dolgozott szerkesztőségében, kiadóhivatalában és nyomdájában; terjesztésével 6100 alkalmazott foglalkozott.
1939-ben a vállalatot az állam elvette, és a Pesti Naplót az év végén megszüntették. Az Est ezen a címen 1939. november 17-én jelent meg utoljára. A szerkesztőség Pest címmel, de teljesen megváltozott tartalommal folytatta a lap kiadását. Felelős szerkesztője Bakos Ákos, felelős kiadója Paizs Ödön volt, akik már Az Est utolsó néhány évében is jegyezték a lapot. A Pest 1944. december 15-éig jelent meg, akkor rendeletileg szüntették meg szinte az összes budapesti lappal együtt.